# آلگود
آلگود (به انگلیسی: Allgood) شهرکی است در ایالت آلاباما در کشور آمریکا.

## مکان
با توجه به اطلاعات اداره آمار آمریکا مساحت آن در حدود ۲٫۷ کیلومترمربع است.

## مردم‌شناسی
با توجه به آمار سال ۲۰۰۰ جمعیت آن ۶۲۹ نفر، ۱۸۹ خانواده در آن ساکن هستند.
تعداد ۱۹۸ واحد خانه در هر مساحت تقریبی (۷۳،۵akm²) قرار دارد.
۳۰،۷% درصد از خانواده‌های فرزند زیر ۱۸ سال داشتند که از این تعداد ۶۲،۴% درصد زوج بوده و ۸،۵% درصد زنان بدون شوهر و ۲۵،۹% درصد نیز غیر خانواده بودند.
متوسط درآمد یک خانواده در حدود ۳۰،۷۵۰ دلار آمریکا است و زنان درآمد متوسط ۳۱،۰۵۸ دلار آمریکا و مردان درآمد متوسط ۲۵،۴۸۶ دلار آمریکا بدست می‌آورند.